# Пласька (гміна)
Гміна Пласька (пол. Gmina Płaska) — сільська гміна у східній Польщі. Належить до Августівського повіту Підляського воєводства.
Станом на 31 грудня 2011 у гміні проживало 2602 особи.

## Територія
Згідно з даними за 2007 рік площа гміни становила 373.19 км², у тому числі:
- орні землі: 10.00%
- ліси: 82.00%

Таким чином, площа гміни становить 22.50% площі повіту.

## Населення
Станом на 31 грудня 2011:
| Опис     | Загалом | Загалом | Чоловіки | Чоловіки | Жінки | Жінки |
| -------- | ------- | ------- | -------- | -------- | ----- | ----- |
| одиниця  | осіб    | %       | осіб     | %        | осіб  | %     |
| все      | 2602    | 100     | 1323     | 50.85    | 1279  | 49.15 |
| міське   | 0       | 100     | 0        |          | 0     |       |
| сільське | 2602    | 100     | 1323     | 50.85    | 1279  | 49.15 |

## Сусідні гміни
Гміна Пласька межує з такими гмінами: Августів, Августів, Ґіби, Ліпськ, Новінка, Штабін.